# Texas Panhandle

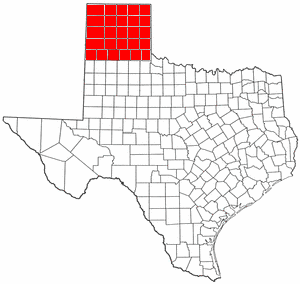
La regione del Texas Panhandle

Il Texas Panhandle (letteralmente "manico del Texas") è una regione che comprende le 26 contee più a nord dello Stato statunitense del Texas. Ha una forma rettangolare, e confina a ovest con lo Stato del Nuovo Messico, a nord e a est con lo Stato dell'Oklahoma. Panhandle significa letteralmente "manico della padella", infatti questa zona di terreno è come se fosse il manico della "padella" texana.

## Demografia
Secondo il censimento del 2000, circa 402 862 persone vivevano nel Panhandle; la composizione etnica della regione era formata dal 68,9% di bianchi, il 4,6% di afroamericani, e il 2,7% di altre etnie. Ispanici o latinos di qualunque etnia erano il 23,8% della popolazione.

## Contee
Le 26 contee più settentrionali che compongono il Texas Panhandle sono:
- Armstrong
- Briscoe
- Carson
- Castro
- Childress
- Collingsworth
- Dallam
- Deaf Smith
- Donley
- Gray
- Hall
- Hansford
- Hartley
- Hemphill
- Hutchinson
- Lipscomb
- Moore
- Ochiltree
- Oldham
- Parmer
- Potter
- Randall
- Roberts
- Sherman
- Swisher
- Wheeler

## Città
Queste sono le principali città del Texas Panhandle con una popolazione superiore ai 10 000 abitanti: 
- Amarillo
- Borger
- Canyon
- Dumas
- Hereford
- Pampa

Queste sono le città più piccole con una popolazione inferiore ai 10 000 abitanti: 
- Booker
- Bovina
- Cactus
- Canadian
- Childress
- Clarendon
- Claude
- Dalhart
- Dimmitt
- Friona
- Fritch
- Gruver
- Happy
- Memphis
- Panhandle
- Perryton
- Shamrock
- Spearman
- Stinnett
- Stratford
- Sunray
- Texline
- Tulia
- Wellington